# Николина Кунева
Николина Кунева е българска дипломатка, иранист. От 24 юни 2020 г. е посланик на България в Иран.

## Биография
Родена е на 12 септември 1978 г. в Добрич, Народна република България. Завършва средното си образование в Езикова гимназия „Гео Милев“ в родния си град. Завършва Софийския университет „Свети Климент Охридски“, през 2001 г. придобива бакалавърска степен по иранистика, а по-късно и магистърска степен по специалност „Международни отношения“. През годините работи като хоноруван преподавател в специалност „Иранистика“ на СУ „Св. Климент Охридски“ и изнася лекции в програми на Дипломатическия институт към Министъра на външните работи.

## Професионална дейност
През 2003 г. постъпва на работа в посолството на България в Техеран, след което работи като референт за Иран в министерството на външните работи на България. От 2009 до 2013 г. е дипломат в политическа секция в посолството на България в Анкара. След завръщането си заема последователно позициите референт за Иран и от 2017 г. – началник на отдел „Южна и Югоизточна Азия“ в дирекция „Азия, Австралия и Океания“ на МВнР.